# Tamazight
Central Atlas-tamazight (ⵜⴰⵎⴰⵣⵉⵖⵜ på tifinagh, berberspråkiskt uttal: [tæmæˈzɪxt, θæmæˈzɪxθ], arabiska: أمازيغية أطلس الأوسط)) är ett berberspråk som talas av 12 miljoner människor i Marocko. Majoriteten av alla som talar tamazight är muslimer, och kommer från folkgruppen imazighen (singular: amazigh). Språket skrivs med tifinagh eller arabiska alfabetet, och har en standardform som kallas standardmarockansk tamazight.  Tamazights närmaste släktspråk är bl.a. ghomara och tachelhit.
Central Atlas-tamazight är ett av de fyra mest talade berberspråken, tillsammans med kabyle, tachelhit och riffian, och det näst mest talade berberspråket efter tachelhit i Marocko. Språket talas även i Algeriet, Tunisien och Libyen.
Ordet tamazight kan syfta på flera olika språk, däribland kabyle, tachelhit och Riftamazight, vilka också kallas "tamazight" som endonym. Central Atlas-tamazight är en del av berberspråkens dialektkontinuum, inom vilket dialekterna främst skiljer sig åt fonologiskt och lexikalt men har en liknande syntaktisk struktur. Vilka dialekter som ses som separata språk och dialekter beror därför på politiska faktorer, och många tamazightaktivister ser dialekterna som ett enat språk.

## Officiell status

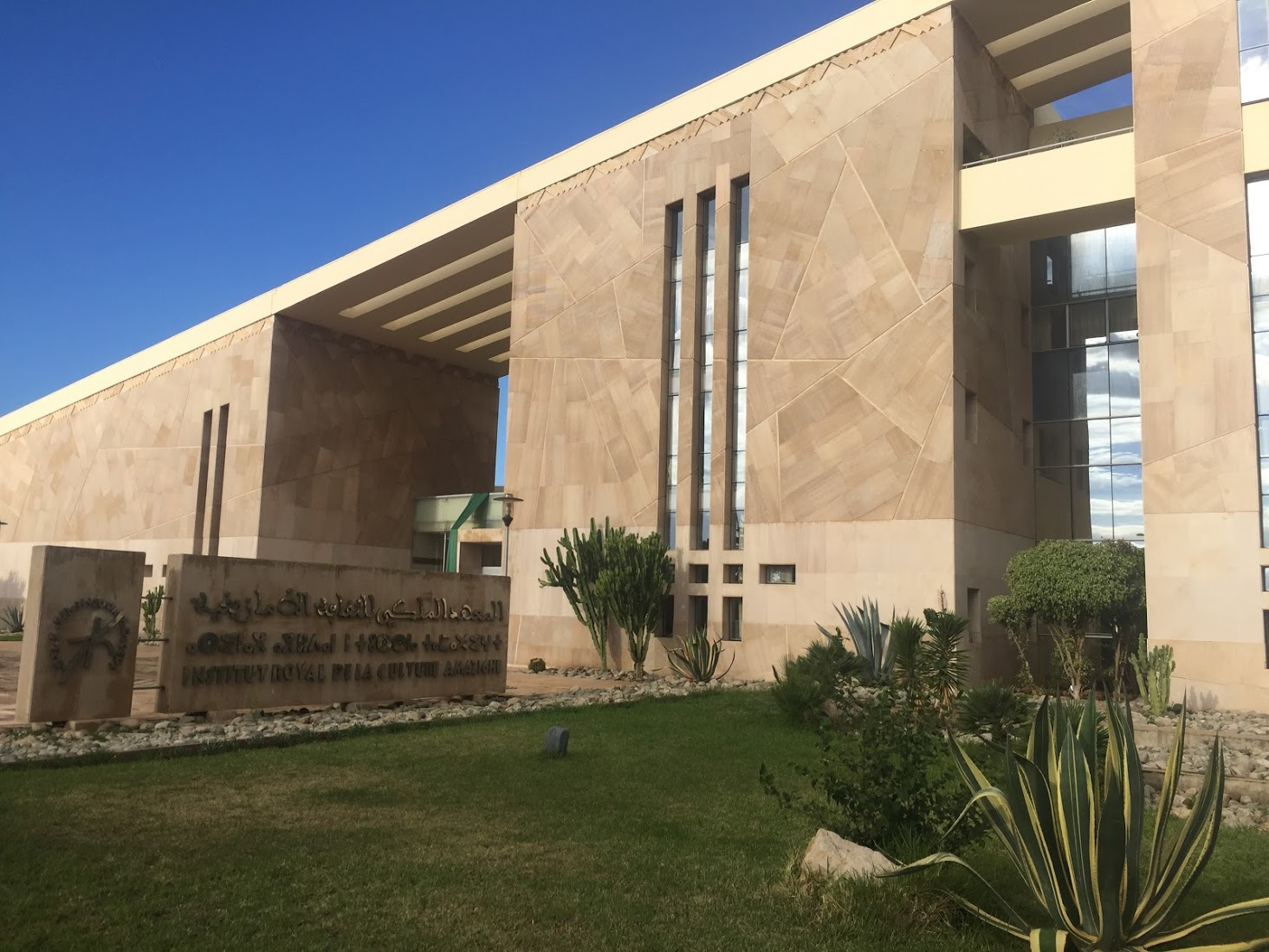
IRCAM (Institut Royal de la Culture Amazighe) i Rabat

Från och med 2011 års marockanska konstution har tamazighspråken fått officiell status i Marocko tillsammans med arabiska. Den 17 oktober 2001 skapades Institut Royal de la Culture Amazighe på dekret av kung Muhammad VI. IRCAMs styrelse består av tamazight-experter, konstnärer och aktivister som utses av kungen. Institutet, som är beläget i Rabat, har spelat en viktig roll i spridningen av tifinagh i Marocko. Det finns flera politiska partier och kulturella grupper i Marocko som driver att tamazight ska användas mer omfattande i massmedia och läras ut mer i skolor.
Marockansk lag föreskriver att förnamn måste ha en "marockansk karaktär". Ämbetsmän inom civilregistret har använt detta som förevändning för att avvisa vissa imazighen-namn, något som Human Rights Watch kommenterade 2009.